# Rhyparus isidroi
Rhyparus isidroi  (лат.) — вид жуков из подсемейства афодиин внутри семейства пластинчатоусых. Распространён на Коста-Рике. Длина тела имаго 5,3 мм. Тело удлинённое, параллельностороннее, чёрно-коричневого цвета; надкрылья чёрные. Первый и четвёртый кили надкрылий сужены, почти касаются друг с другом у вершины.